# Debora Seffer
Debora Seffer (* 13. August 1969) ist eine französische Jazzmusikerin (Geige, Gesang, Komposition).

## Leben und Wirken
Seffer, deren Vater der Jazzmusiker Yochk’o Seffer ist, erhielt mit sechs Jahren zunächst Klavierunterricht. Dann wechselte sie zur Geige, deren Studium sie mit drei Preisen abschloss. Nachdem sie 1991 ihr Quartett mit dem Pianisten Thierry Maillard gegründet hatte, legte sie im nächsten Jahr ein erstes Album unter eigenem Namen vor, das 1993 mit einem Django d’Or ausgezeichnet wurde. Nach der Veröffentlichung ihres zweiten Albums trat sie 1994 mit Marcel Azzola, Christian Escoudé und Biréli Lagrène auf dem Festival International de Jazz de Montréal auf. In den nächsten Jahren spielte sie mit Didier Lockwood, Ornette Coleman, Leni Stern, Dennis Chambers, Matt Garrison und Larry Coryell. Auf ihrem Album Standards (RDC 1999) arbeitete sie mit Kenny Werner, Ray Drummond und Billy Hart. Mit ihrer New Group fusionierte sie Gesang und Violine, ethnische Musik und Groove. Weiterhin ist sie auf Alben von Zao zu hören. Tom Lord verzeichnet in seiner Diskographie zwischen 1988 und 2012 elf Aufnahmen im Bereich des Jazz.

## Diskographische Hinweise
- Bluesons rouge (La Lichère 1994)
- Mantsika (RDC 1997, mit Thierry Maillard, Marc Davidovits, Jean-My Truong)
- Debora Seffer & Thierry Maillard Hêliotropes (Cristal 2005)
- Someone to Watch Over Me (Great Winds 2012, mit Thierry Maillard, Bruno Bongarçon, Charley Obin)
- Au croisement des chemins (ACEL 2017, mit Bojan Zulfikarpašić, Damien Varaillon, Jean-Pascal Molina sowie Thomas Savy)